# Paolo Palmisano
Paolo Palmisano (Siculiana, 2 aprile 1889 – Agrigento, 2 gennaio 1966) è stato un avvocato e politico italiano.

## Biografia
In gioventù si impegnò a favore dei diritti dei contadini. Nel 1910 fu eletto consigliere comunale a Siculiana. Partecipò alla prima guerra mondiale insieme al fratello Alfonso, che morì a seguito delle ferite riportate. Dopo la guerra si laureò in giurisprudenza ed intraprese la carriera da avvocato. Nel 1922 aderì al fascismo, nel 1923 fu eletto segretario del Fascio di Agrigento, nel 1924 fece parte della Commissione straordinaria per i fasci della Provincia, nel 1925 fu nominato Commissario straordinario della Federazione Provinciale degli Enti Autarchici. Fu deputato per due legislature, dal 1924 al 1934.
Morì nel 1966.

## Curiosità
- A suo fratello Alfonso, morto in guerra, è dedicata una via a Siculiana.
- Suo nipote, Francesco Marino, fu sindaco di Siculiana dal 1958 al 1963, nonché deputato ed assessore della Regione Sicilia[4].
- Suo nipote, omonimo, è stato ingegnere capo della provincia di Agrigento e gli è dedicato un parco in quella città[5].